# Episodi di Switched at Birth - Al posto tuo (quinta stagione)
La quinta stagione della serie televisiva Switched at Birth - Al posto tuo, composta da 10 episodi, è stata trasmessa sul canale statunitense Freeform dal 31 gennaio all'11 aprile 2017.
In Italia questa stagione è inedita.
| n° | Titolo originale             | Titolo italiano | Prima TV USA     | Prima TV Italia |
| -- | ---------------------------- | --------------- | ---------------- | --------------- |
| 1  | The Call                     | inedito         | 31 gennaio 2017  | inedito         |
| 2  | This Has to Do with Me       | inedito         | 7 febbraio 2017  | inedito         |
| 3  | Surprise                     | inedito         | 14 febbraio 2017 | inedito         |
| 4  | Relation of Lines and Colors | inedito         | 21 febbraio 2017 | inedito         |
| 5  | Occupy Truth                 | inedito         | 28 febbraio 2017 | inedito         |
| 6  | Four Ages in Life            | inedito         | 7 marzo 2017     | inedito         |
| 7  | Memory (The Heart)           | inedito         | 21 marzo 2017    | inedito         |
| 8  | Left in Charge               | inedito         | 28 marzo 2017    | inedito         |
| 9  | The Wolf is Waiting          | inedito         | 4 aprile 2017    | inedito         |
| 10 | Long Live Love               | inedito         | 11 aprile 2017   | inedito         |

## The Call
- Diretto da: Allan Arkush
- Scritto da: Lizzy Weiss

### Trama
Lily e Toby si trasferiscono a Londra per crescere il loro primogenito, Carlton Summers Kennish.
Bay e Daphne decidono di trascorrere l'estate in Cina, lì durante un'escursione Bay viene punta da una zanzara e contrae un virus chiamato encefalite giapponese che le provoca vomito e febbre molto alta. Le sue condizioni sono molto gravi e rischia la vita, ma dopo un paio di settimane la ragazza sta finalmente bene anche se l'estate è quasi finta. Le due ragazze si rendono conto che hanno ancora molte cose da vedere e decidono di voler trascorrere un anno a Pechino. Fanno un tatuaggio insieme, sono due metà di uno stesso simbolo: i due tatuaggi se uniti significano "destino".
Bay chiede a Travis di raggiungerla in Cina, i due iniziano una storia d'amore e vanno a convivere.
Sono passati otto mesi, a Kansas City Kathryn Kennish è il nuovo direttore sportivo del college e John Kennish è il coach della squadra di baseball. Regina Vasquez si è iscritta al college che frequentava Daphne e ha una relazione segreta con Luca, un collega molto giovane del corso che sta frequentando. L'adozione dei due bambini che Gabe e Melody desideravano non va a buon fine. Inoltre anche Emmett è tornato a casa per le vacanze di primavera.
In Cina, Daphne fa volontariato in un ambulatorio, Bay lavora in uno studio di tatuaggi e Travis fa l'allenatore di Baseball.
Bay riceve una telefonata e i tre ragazzi tornano a Kansas City perché hanno saputo che Emmett è in ospedale per un'overdose da intossicazione da farmaci. Lui si giustifica dicendo che è stato un errore e che ha preso dei farmaci perché era molto stressato per gli esami.
Bay pensa di andare a convivere con Travis nell'appartamento sopra la caffetteria di Regina così da risparmiare sull'affitto, e Daphne vuole riprendere gli studi e tornare a vivere al campus, quindi va da Mingo, ora responsabile del dormitorio, per avere una stanza, ma scopre che lì non c'è posto e che inoltre lui è tornato a frequentare la sua ex-ragazza Amy, però la invita a una festa in maschera (karaoke con tema "il tuo cantante preferito") che hanno organizzato per quella sera. Incontra anche Iris (la sua vecchia compagna di stanza) e Vimla (del suo vecchio gruppo di studio) che le dicono che le iscrizioni ai corsi di pre-medicina che Daphne vuole frequentare sono al completo. Regina, con il ritorno delle ragazze, rompe con Luca.
Emmett scappa dall'ospedale, Bay preoccupata telefona a Skye che le dice che non stanno più insieme da ormai due mesi e da allora il ragazzo non se la passa bene e per di più è stato rifiutato da tutti i festival. Bay e Daphne riescono a trovare Emmett, lui è molto dispiaciuto per aver fatto preoccupare tutti e di aver mentito sulla sua situazione scolastica, e dice a Bay quanto gli faccia male vederla insieme a Travis e che è pentito di averla lasciata.
Bay chiede a Daphne di andare a vivere con lei visto che non riesce a trovare alloggio al campus, Travis si arrabbia con Bay quando questa le dice che starà in casa con la sorella e non con lui e dà la colpa al ritorno di Emmett per questo cambio di decisione improvvisa.
Daphne (vestita da Katy Perry) incontra Mingo alla festa, i due sono molto in sintonia ed entrambi sono d'accordo sul fatto che per loro sarà difficile rimanere solo amici. Mingo è travestito da Lil Wayne e molti ragazzi di colore trovano la scelta del suo costume offensiva per la loro cultura.

## This Has to Do with Me
- Diretto da: D. W. Moffett
- Scritto da: William H. Brown & Liz Sczudlo

### Trama
Daphne e Mingo sono accusati di razzismo al College, mentre Bay fatica a trovare un lavoro.

## Surprise
- Diretto da: Stephen Tolkin
- Scritto da: Terrence Coli & Colin Waite

### Trama
Toby e Lily vengono a fare una visita con il bambino. Stanno litigando perché a Lily manca il lavoro, mentre Toby sta lavorando troppo e non aiuta con il bambino. Toby rivela che il suo problema con il gioco è tornato. Decidono di tornare negli Stati Uniti. Lily riprende il suo lavoro all'università e Kathryn la aiuterà con il bambino. 
Quando Bay cerca di riaccendere la sua amicizia con Mary Beth, è sconvolta nell'apprendere che Mary Beth sta uscendo con Tank. Regina decide di rendere pubblica la sua relazione con Luca. John la prende in giro per la differenza di età, ma si scusa dopo che lei lo rimprovera per aver applicato un doppio standard sessista. Kathryn e Daphne sono entrambi solidali e felici per Regina. Daphne ha incubi sulla malattia di Bay in Cina ed è quindi preoccupata per la salute e il benessere di Bay quando mostra alcuni possibili sintomi di ricaduta relativi alla malattia. Luca lo riconosce come disturbo da stress post-traumatico. Luca rivela accidentalmente il segreto della malattia di Bay a Regina e Bay e Daphne devono dirlo a tutti.

## Relation of Lines and Colors
- Diretto da: Carlos González
- Scritto da: Linda Gase & Jessica Phillips

### Trama
Iris avvia una protesta chiedendo una lotta contro il razzismo, ma questa iniziativa potrebbe causarle problemi. Bay viene coinvolta in un triangolo amoroso tra Travis ed Emmett. Bay scopre che il suo lavoro è stato plagiato dal suo capo.

## Occupy Truth
- Diretto da: Jeffrey W. Byrd
- Scritto da: Talicia Raggs & Lizzy Weiss

### Trama
La protesta dell'Unione degli Studenti Neri arriva al culmine quando la squadra di baseball non partecipa a un'importante partita televisiva.

## Four Ages in Life
- Diretto da: Janice Cooke
- Scritto da: Terrence Coli & Lenn K. Rosenfeld

### Trama
Daphne si preoccupa quando nota che il suo vecchio mentore, il dottor Jackson, commette errori con i suoi pazienti; Bay scopre che Noelle plagia il suo lavoro; Kathryn e John cercano di riaccendere la loro storia d'amore.

## Memory (The Heart)
- Diretto da: Lea Thompson
- Scritto da: Linda Gase

### Trama
L'introduzione di Bay e Daphne a una misteriosa giovane donna fa sì che ricordino il loro defunto padre, Angelo; Toby si trova coinvolto nella discussione tra la madre che vuole battezzare il figlio e i sentimenti della moglie sulla fede; Melody chiede ai suoi figli di fare ammenda.
- È l'episodio numero cento della serie.

## Left in Charge
- Diretto da: Dawn Wilkinson
- Scritto da: Liz Sczudlo

### Trama
Avendo un disperato bisogno di soldi, Bay e Daphne organizzano una festa con risultati disastrosi. La ricomparsa di vecchi volti fa emergere vecchie tensioni. Regina e Kathryn diventano sospettosi di Luca.

## The Wolf is Waiting
- Diretto da: Jill D'Agnenica
- Scritto da: Terrence Coli & William H. Brown

### Trama
Bay incontra l'uomo che ha molestato Travis quando aveva dodici anni: suo zio. Cerca di fargli raccontare a sua madre quello che è successo. Chris cerca di costringere Daphne a sabotare il suo test antidroga in modo che non venga espulso dalla squadra di baseball per aver usato steroidi. Regina scopre che il suo bar è stato rapinato, quindi ha messo telecamere di sicurezza dappertutto. Scopre che il colpevole è Eric, che è tornato per recuperare una scorta segreta che aveva nascosto nel bar in modo che lui e suo figlio, Will, possano iniziare una nuova vita. Le chiede di venire con lui, ma lei rifiuta.

## Long Live Love
- Diretto da: Steve Miner
- Scritto da: Linda Gase & Lizzy Weiss

### Trama
Kathryn scopre un segreto di famiglia sepolto da molto tempo, mentre Daphne e Mingo competono per uno stage retribuito. Bay lotta per dimostrare a John di essere un'artista. Toby incontra una donna che cambia la sua percezione del futuro di suo figlio; Regina rischia con l'amore.